# La vedovella
La vedovella è un film del 1964 diretto da Silvio Siano.